# Affaire David Hirschmann
Pour les articles homonymes, voir Hirschman (homonymie).
L'affaire David Hirschmann est le nom donné à un fait divers fortement médiatisé de l'année 1999, mêlant des faits réels et de nombreuses rumeurs plus ou moins avérées. Un étudiant de HEC Paris, David Hirschmann, se fait connaître par une série de courriers électroniques injurieux, dont la paternité est sujette à caution qui sont ensuite diffusés sur Internet.
Il s'agit d'un des premiers et des plus médiatisés faits divers liés à Internet, et la part des faits avérés et des inventions ou parodies y est difficile à démêler.

## Déroulement

### Faits attestés
Le 12 mai 1999, David Hirschmann, étudiant de troisième année d'HEC Paris, prenant ombrage de l'absence de réponse d'un cabinet de recrutement à sa candidature, le fait savoir par courrier électronique à l'ensemble des étudiants de son école. Il reçoit une réponse d'une étudiante de première année, Fatima D., qui lui enjoint d'adopter un peu plus d'humilité, écrivant notamment « les entreprises ne sont pas à tes pieds ». Ces deux étudiants existent bel et bien et ces deux premiers messages sont attestés,.

### Faits douteux et diffusion
La réponse de David Hirschmann aurait été extrêmement injurieuse. Il affirme par la suite ne pas être l'auteur de ce second message, et que sa messagerie a été piratée. Quoi qu'il en soit, et quel que soit l’auteur de ce second message, à partir du 19 mai 1999, une personne diffuse cette correspondance sur Internet, en particulier par l'intermédiaire du réseau d'anciens élèves d'HEC et par les listes de contact professionnelles, notamment auprès des responsables de ressources humaines, dont certains publient leur réticence à embaucher une personne ayant pu écrire de tels messages. Par la suite, David Hirschmann affirme avoir écrit un message d'excuses à Fatima, diffusé plus tard par Libération.

### Autour de l'affaire
Des parodies et des fausses rumeurs sont lancées dans les jours qui suivent. L'école garde le silence pour ne pas amplifier l'affaire, mais certains propos et communiqués sont attribués durant cette période à la direction. Des messages sont publiés, dont les auteurs présumés n'existent pas, ni souvent les fonctions qu'ils sont censés occuper.
À l'occasion de cette affaire, un site Internet davidhirschmann.com est lancé, qui cherche à aller plus loin et, en prenant cette affaire comme exemple à élever le débat sur les questions du voyeurisme que permet Internet, de la possibilité ou non de rendre public un message privé, de la déontologie du message électronique.
Par la suite, il semble que David Hirschmann soit devenu banquier d'affaires chez ABN AMRO puis chez Babson Capital, une filiale de Massachusetts Mutual Life Insurance Company.